# Haras royal de la Brace et du Breuil
Le Haras royal de la Brace du Breuil  (« Haraz de la Brace et du Breuil ») est un haras royal français du XIVe siècle, situé dans la châtellerie de Domfront, sur les deux lieux-dits voisins de la Brace et du Breuil, et qui fut notamment utilisé par Philippe VI de Valois.

## Histoire
Mentionné pour la première fois en 1338, il introduit la terminologie de « garde » des haras.
Il comprend un effectif équin conséquent pour l'époque, soit deux étalons, vingt-cinq poulinières, et de nombreux poulains, pour un total de 56 chevaux. Il est alors dirigé par Perrot Fanoillet, qui dispense ses ordres à quelques valets pour les soins aux chevaux.
il n'existe pas d'information concernant le type ou la race des chevaux élevés, mais ils sont présumés raffinés, suffisamment du moins pour servir de monture aux demoiselles de la reine, à la duchesse, ainsi qu'au pannetier du roi Philippe de Praelles.
Ce haras est perdu par la France avec le traité de Brétigny, en 1360.

## Annexe
- Haras royaux du roi de France